# Tratado de Vilnius (1561)
O Tratado de Vilnius, União de Vilnius ou ainda  União de Wilno foi um acordo firmado em 28 de novembro de 1561, no contexto da Guerra da Livónia, entre Sigismundo II Augustus e os Irmãos Livônios da Espada. A ordem foi secularizada, a Curlândia e a Semigália tornaram-se o Ducado da Curlândia e Semigália e foram entregues a Gotardo Kettler, o último Grão-Mestre dos Irmãos Livônios. O Grão-Ducado da Lituânia ficou com Riga e o restante da Livônia, apesar dessas terras ganharem alguma autonomia.
A União resultou na Guerra Nórdica dos Sete Anos.